# Winslow (Arizona)
Winslow (Navajo: Béésh Sinil oder Béésinil) ist eine City im Navajo County im US-Bundesstaat Arizona. Das U.S. Census Bureau hat bei der Volkszählung 2020 eine Einwohnerzahl von 9.005 ermittelt.

## Geografie
Winslow liegt auf 1484 m auf dem Colorado-Plateau. Die Gemeinde liegt im mittleren und äußerst westlichen Teil des Countys direkt an der Grenze zum Coconino County. Wenig östlich der Gemeindegrenze verläuft der Little Colorado River im Homolovi Ruins State Park und durch den östlichen Teil der Stadt fließt der meist ausgetrocknete Ruby Wash.
Im Westen grenzt der Census-designated place Winslow West an die Gemeinde, der in Off-reservation trust land der Hopi Reservation liegt.

## Geschichte
Winslow wurde 1880 von der Atlantic and Pacific Railroad als Trennpunkt der Atchison and Topeka Railroad und der Santa Fe Railroad gegründet, die später zur Atchison, Topeka and Santa Fe Railway fusionierten. Der Ort wurde nach Edward Francis Winslow, Präsident der St. Louis – San Francisco Railway, benannt, der außerdem die Hälfte der Atlantic and Pacific Railroad besaß. Andere glauben, der Ort wurde nach dem Goldsucher Tom Winslow benannt, der in der Gegend lebte.
Der erste Zug fuhr 1881 von Albuquerque her ein. Erster Siedler war 1880 „Doc“ Demerest, ein Hotelbesitzer, der eine Zeitlang in einem Zelt seine Geschäfte unterhielt. 1881 wurde ein regulärer Bahnhof errichtet und am 10. Januar 1882 eine Poststelle eröffnet. Das erste Steingebäude wurde von J. H. Breed erbaut. Im Jahr 1900 wurde Winslow inkorporiert.
Durch die Stadt verlief ursprünglich die Route 66, deren Trasse heute von den State Routes 87 und 99 genutzt wird. Außerhalb der Stadt wurde die Route 66 durch die Interstate 40 ersetzt, die seit 1977 als Umfahrung von Winslow dient.
Winslow war von 1900 bis in die 1950er die größte Stadt im nördlichen Arizona.

## Demografie
Nach der Volkszählung im Jahr 2010 lebten in Winslow 9655 Menschen in 2914 Haushalten. Die Bevölkerungsdichte betrug 306,8 Einwohner pro Quadratkilometer. In den 2914 Haushalten lebten statistisch je 2,79 Personen.
Ethnisch betrachtet setzte sich die Bevölkerung zusammen aus 53,4 Prozent Weißen, 25,7 Prozent amerikanischen Ureinwohnern, 9 Prozent aus anderen ethnischen Gruppen, 5,7 Prozent Afroamerikanern, 0,1 Prozent Asiaten und 0,1 Prozent Hawaiianer oder andere pazifische Insulaner; 5,2 Prozent stammten von zwei oder mehr Ethnien ab. Unabhängig von der ethnischen Zugehörigkeit waren 32,8 Prozent der Bevölkerung spanischer oder lateinamerikanischer Abstammung.
26,2 Prozent der Bevölkerung waren unter 18 Jahre alt, 63,6 Prozent waren zwischen 18 und 64 und 10,2 Prozent waren 65 Jahre oder älter. 44,7 Prozent der Bevölkerung waren weiblich.
Das mittlere jährliche Einkommen eines Haushalts lag bei 52.111 USD. Das Pro-Kopf-Einkommen betrug 17.690 USD. 16,2 Prozent der Einwohner lebten unterhalb der Armutsgrenze.

## Verkehr
Die Stadt liegt an der Interstate 40 und besitzt drei Ausfahrten, nämlich Hipkoe Drive im Westen, North Park Drive im Zentrum und Transcon Lane im Osten. Durch Winslow selber verläuft die Arizona State Route 87 sowie die Arizona State Route 99, die sich hier kreuzen und nach Süden gemeinsam eine Trasse teilen.
Die Stadt ist ans Schienennetz angebunden und wird täglich in beide Richtungen vom Southwest Chief der Amtrak bedient. Die nächsten Haltestellen sind Flagstaff im Westen und Gallup in New Mexico im Osten. Die Eisenbahnstrecke zählt zum Bahnkorridor Southern Transcon der BNSF Railway, der größten Eisenbahngesellschaft für Güterverkehr in den Vereinigten Staaten.
Weiterhin besitzt Winslow mit dem Winslow-Lindbergh Regional Airport seit 1929 einen eigenen Flughafen. Dieser wurde ursprünglich von der Transcontinental Air Transport gebaut und bedient, wird zurzeit aber nicht kommerziell genutzt. Entworfen wurde er von Charles Lindbergh, der während den Bauarbeiten in Winslow lebte.

## Sehenswürdigkeiten
Bekannt ist Winslow vor allem durch den nahegelegenen Barringer-Krater, den ersten sicher als solchen erkannten Einschlagskrater eines Meteoriten. Es gibt ein Besucherzentrum mit Museum – u. a. wird ein Original einer Raumkapsel aus den 1960er Jahren gezeigt. Nahe dem Ort verläuft der Canyon Diablo, über den die Interstate 40 führt.
Bei Winslow liegt der Homolovi State Park sowie am Clear Creek Reservoir der McHood Park mit Zeltplatz. Nördlich des Ortes befindet sich der Little Painted Desert County Park, dessen Landschaft ähnlich dem des Painted Desert ist. Im Südwesten erstreckt sich der Coconino National Forest und rund 100 Kilometer östlich liegt der Petrified-Forest-Nationalpark.
Zur Stadt gehört der Historic District La Posada sowie das Old Trails Museum und das Winslow Arts Trust Museum.

## Sonstiges
Winslow ist auch durch den Song "Take it Easy" der Country-Rock-Gruppe Eagles bekannt geworden:
"Standing on a corner in Winslow, Arizona, such a fine sight to see, it's a girl my Lord in a flatbed Ford slowing down to take a look at me...". 

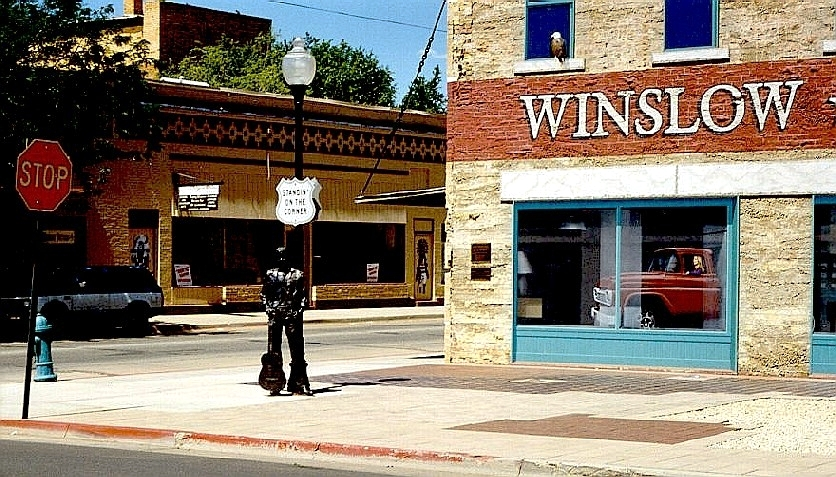
"Take It Easy"-Statue in Winslow, im Fenster der Scheinwand das Mädchen, das Glenn Frey aus einem Ford-Pickup nachschaut

Weiterhin ist nach Winslow ein Marskrater benannt worden.

## Söhne und Töchter der Stadt
- Arthur T. LaPrade (1895–1957), Jurist und Politiker
- Richard G. Kleindienst (1923–2000), Politiker und US-Justizminister
- Deb Haaland (* 1960), Politikerin
- Brad Carson (* 1967), Politiker
- Erika Alexander (* 1969), Schauspielerin
- Nick Hysong (* 1971), Stabhochspringer